# Songbun
Songbun – system podziału społecznego funkcjonujący w Koreańskiej Republice Ludowo-Demokratycznej.

## Charakterystyka
System został wprowadzony przez Kim Ir Sena pod koniec lat 50. XX w.

Pomidory, które są czerwone aż do rdzenia, są uznawane za godnych komunistów; jabłka, czerwone tylko z wierzchu, potrzebują ideologicznego dopracowania; zaś winogrona są kompletnie beznadziejne.

Społeczeństwo Korei Północnej zostało podzielone na trzy klasy/grupy (przyjazna, neutralna/niestała i wroga) oraz 51 podklas/grup.
Najwyższa klasa to ok. 28% społeczeństwa. Wywodzą się oni z ubogich rodzin robotniczych i rolniczych, rodzin kombatantów wojny koreańskiej i ruchu oporu wymierzonego w Japończyków. W skład tej grupy wchodzą: urzędnicy, dziennikarze, dyplomaci, uczeni, artyści, dowódcy wojskowi i przedstawiciele innych służb mundurowych (policja, straż graniczna), mieszkańcy Pjongjangu, członkowie Partii Pracy Korei. Członkowie tej klasy są otoczeni lepszą opieką medyczną, niż pozostałe grupy, otrzymują większe racje żywnościowe, mogą liczyć na karierę w strukturach państwa (administracja, armia, nauka), mogą wyjeżdżać do innych państw. Dzieci uczęszczają do najlepszych szkół i uczelni.
Najliczniejszą klasą Songbun jest grupa druga, która obejmuje ok. 45% społeczeństwa. W jej skład wchodzą ludzie, którzy są politycznie niepewni, ale nie zagrażają panującemu reżimowi. Zalicza się do nich pozostałych rolników i pracowników fizycznych, nauczycieli, byłych mieszkańców z innych państw. Ludzie ci nie mają szans na zdobywanie wiedzy w najlepszych uczelniach.
Najniższa klasa obejmuje ok. 27% społeczeństwa. Są oni uważani za wrogów północnokoreańskiej władzy. Zalicza się do niej byłych ziemian, osoby, które mają rodzinę w Korei Południowej, uznawane za sympatyków USA i Japonii, uczestnicy wojny domowej traktowani jako zdrajcy, wyznawcy różnych religii. Przynależność do tej grupy jest dziedziczna i jej członkowie podlegają ciągłej inwigilacji, a za przewinienia trafiają do obozów. Nie mają szans na akces do Partii Pracy Korei, awans oficerski w armii czy prawa do edukacji.
Funkcjonowanie Songbun stanowi zaprzeczenie komunistycznego egalitaryzmu. System ten wyklucza awans społeczny, ale dopuszcza degradację, np. poprzez zawarcie związku małżeńskiego z osobą z niższej klasy. Obywatele nie mają pojęcia, do której klasy należą.